# Reacción (The Spectacular Spider-Man)
«Reacción» (título original: «Reaction») es el octavo episodio de la serie de televisión animada The Spectacular Spider-Man, basada en el personaje de cómic Spider-Man, creado por Stan Lee y Steve Ditko. El episodio se emitió originalmente en Estados Unidos en el bloque Kids' WB de The CW el 3 de mayo de 2008, donde fue clasificado TV-Y7-FV.
El episodio detalla al Dr. Otto Octavius cuando un incidente de laboratorio causado por el Duende Verde fusiona tentáculos mecánicos especiales a su piel y lo convierte de un tímido y débil científico en el villano Dr. Octopus. «Reacción» fue dirigido por Jennifer Coyle y fue el primer episodio de la serie escrito por Randy Jandt. Mientras escribía el guion, Jandt se enfrentó al reto de mantenerse fiel al material original de Spiderman, especialmente en lo que respecta al Dr. Octopus.
«Reacción» recibió críticas generalmente positivas, y los críticos de televisión destacaron la interpretación del Dr. Octopus. El diseño del personaje de Octopus fue aplaudido tanto por los diseñadores como por Coyle; esta última señaló que su diseño le permitía dirigirlos libremente de diferentes maneras, y que los brazos en particular estaban particularmente bien hechos. Peter MacNicol puso voz al personaje y utilizó una voz inspirada en la del fallecido actor Laird Cregar. Está disponible tanto en el tercer volumen en DVD de la serie como en la caja de la temporada completa.

## Trama
El Dr. Otto Octavius intenta quejarse a su jefe Norman Osborn sobre los peligros de varios experimentos recientes que han estado realizando para crear supervillanos en su laboratorio, pero Osborn le reprende rápidamente por sus «lloriqueos». Octavius se echa atrás y se pone a trabajar dentro de una cámara de experimentación mientras Osborn se marcha. Sin que él lo sepa, el villano Duende Verde se cuela en el laboratorio, activa los generadores de la cámara y encierra a Octavius en su interior. Mientras intenta escapar sin éxito de la cámara, la radiación emitida funde en su piel los tentáculos mecánicos que lleva puestos.
Osborn y otros llegan al lugar para apagar el generador, mientras Spider-Man salta para ayudar a sacar a Octavius de entre los escombros. Cuando el doctor despierta, ataca a Osborn con sus tentáculos y lo inmoviliza contra la pared. Cuando Spider-Man intenta intervenir, Octavius lo aparta también con uno de sus tentáculos, declarándose «Dr. Octopus». Roba una batería para recargar sus tentáculos y sale furioso del edificio, usando sus tentáculos como extremidades adicionales. Al día siguiente, Peter, Gwen, Harry y algunos de los nuevos amigos populares de Harry van a Coney Island, donde Harry impresiona a todos con su nueva fuerza. Liz Allan empieza a encariñarse con Peter y ambos se divierten. Sin embargo, Peter descubre al Dr. Octopus y abandona el grupo para perseguirlo como Spider-Man.
Spider-Man sigue al Dr. Octopus hasta TriCorp, donde intenta robar una fuente de energía de una cámara acorazada. Spider-Man se abalanza sobre él y llega antes que él a la fuente de energía. Entonces sale corriendo, con el Dr. Octopus persiguiéndole, con la esperanza de provocar que el doctor se quede sin energía. Tras la pelea, llegan a Coney Island y Octopus, consciente del deseo de Spider-Man de salvar vidas inocentes, secuestra a Liz. Cuando sólo le queda una hora de energía, se sube a lo alto de una montaña rusa, obligando a Spider-Man a elegir entre el paquete de energía y Liz. Spider-Man lanza el paquete por los aires antes de rescatar a Liz; se acerca al Dr. Octopus cuando éste se lanza a por el paquete de energía y consigue arrebatárselo, derrotando con éxito al doctor.
Cuando Peter vuelve con el grupo, descubre que Liz está rompiendo con su novio Flash Thompson después de que éste se ponga celoso por haber pasado el día tan cerca de Peter. Gwen se acerca a Peter, y ambos acuerdan que necesitan tener una charla con Harry sobre su actitud beligerante hacia ellos y su constante comportamiento extraño.

## Producción

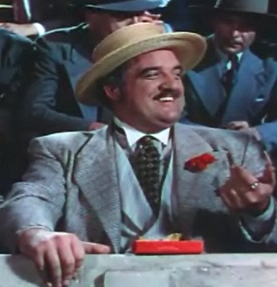
Peter MacNicol basó su interpretación del Dr. Octopus en Laird Cregar (en la foto).

«Reacción» fue escrita por Randy Jandt y dirigida por Jennifer Coyle. El episodio fue el primero de la serie escrito por Jandt, quien dijo que la oportunidad de trabajar en la serie fue «emocionante y un poco desalentadora, sobre todo por las elevadas expectativas de una franquicia de tan alto perfil». Para cumplir estas expectativas, siguió una estrategia simplista: «tener en cuenta la historia, escuchar la dirección y la orientación de Greg Weisman y, a continuación, escribir un episodio con una historia buena y entretenida que esté repleta de tanta acción y humor como permitan 22 minutos». Escribir para el Dr. Octopus, en particular, fue difícil para el guionista novel, ya que tenía «un carácter muy variado».
«Reacción» supuso la primera aparición del Dr. Otto Octavius como Dr. Octopus. Coyle ha señalado su entusiasmo por el personaje, en particular por su diseño; ha elogiado especialmente sus brazos, ya que «son increíbles, y la sincronización ha sido realmente buena para esta serie, tanto que creo que se siente el impacto de esos brazos». Coyle también cree que la gente puede conectar con el personaje a distintos niveles. Asimismo, Sean Galloway —diseñador de personajes en la serie— afirmó que es «probablemente uno de [sus] favoritos» que ha diseñado.
Peter MacNicol fue elegido para interpretar al Dr. Octopus. MacNicol había protagonizado series de televisión en horario de máxima audiencia, como Chicago Hope, Numb3rs y Boston Legal, además de ser un veterano en la profesión de actor de doblaje en series de animación como Los Thornberrys y Buzz Lightyear of Star Command. MacNicol decidió basar la voz del Dr. Octopus en la de Laird Cregar, un actor de los años 40 que, a lo largo de su corta carrera, tuvo problemas de obesidad, hasta que perdió demasiado peso y murió a los 30 años. MacNicol, sin embargo, señala que él «no es un imitador y fue la calidad de Cregar, más que su voz, lo que me dio mi modelo».

## Lanzamiento
«Reacción» se emitió originalmente en el bloque Kids' WB de The CW el 3 de mayo de 2008, a las 10:00 a.m. hora del Este/Pacífico, con una clasificación TV-Y7-FV. El título del episodio, «Reacción», amplía el tema de la serie «La educación de Peter Parker» elegido por el desarrollador Greg Weisman. Todos los episodios del tercer arco de la primera temporada compartían un esquema de nombres basado en la química. Estuvo disponible en el DVD The Spectacular Spider-Man, Volume 3, el 17 de marzo de 2009, junto a los episodios «Catalysts» y «El Principio de Incertidumbre». El volumen contenía episodios que detallaban al Duende Verde como personaje destacado. «Reacción» también estuvo disponible en la caja de DVD de la temporada completa titulada The Spectacular Spider-Man: The Complete First Season DVD, que incluía todos los demás episodios de la primera temporada de la serie.

## Recepción
«Reacción» recibió una respuesta generalmente positiva por parte de la crítica. Eric Goldman de IGN calificó el episodio con un 8,2 («Impresionante»), escribió favorablemente, señalando que la representación del Dr. Octopus «fue muy inteligente: por un lado, era un pusilánime lastimero y acobardado. Pero cuando Norman le reprendía, veíamos brevemente la ira que llevaba dentro, cuando se imaginaba atacando a Norman con sus tentáculos robóticos». Goldman aplaudió tanto la frase del Dr. Octopus, «He sido bueno», como el momento en que Spiderman choca contra varios animales disecados, sólo para ser sacado por el Dr. Octopus de una forma similar a un juego de feria; y concluyó: «Esta serie sigue dejando en ridículo a varios programas de acción en vivo de máxima audiencia a la hora de construir historias en serie, y ha sido una de las sorpresas más agradables de la temporada televisiva».
Luke Bonanno de Ultimate Disney incluyó «Reacción» entre sus cinco episodios favoritos de la primera temporada, al tiempo que comentaba que «la excelencia uniforme del lote [hace] que sea una tarea difícil». Escribiendo para DVD Talk, el crítico Justin Felix opina que el episodio estuvo «particularmente lleno de acción». Rob M. Worley de Mania describió la introducción del Dr. Octopus como «explosiva», al tiempo que elogió a MacNicol por compaginar una carga de trabajo tan pesada entre el episodio y otras series.